# Cy Touff
Cy Touff, de son vrai nom Cyril James Touff, né le 4 mars 1927 à Chicago et mort le 24 janvier 2003 à Evanston dans l'Illinois, est un trompettiste de jazz américain.
Il est un des rares spécialiste en jazz de la trompette basse, un instrument assez peu utilisé dont la tessiture et la technique sont assez proches de celles du trombone à pistons mais dont le son est plus « métallique ».

## Biographie
Cy Touff étudie dans sa jeunesses le piano, le saxophone et le xylophone avant d'apprendre la trompette et le trombone. De 1944 à 1946, il est tromboniste dans un orchestre militaire. Libéré, il étudie avec le pianiste et théoricien Lennie Tristano. C'est toujours comme tromboniste qu'il joue dans les années 1940 pour les musiciens Bill Russo, Charlie Ventura, Ray McKinley, Boyd Raeburn... À la fin des années 1940, il adopte définitivement la trompette basse. 
De 1953 à 1956, il est membre du big band de Woody Herman. À partir de 1957, il devient musicien « free lance » à Chicago où il participe à de nombreuses séances de studio, se produit dans de nombreuses formations et enregistre quelques albums sous son propre nom.

## Style
Bien que le nom de Cy Touff soit souvent associé au jazz West Coast, ce musicien, qui a essentiellement exercé dans la région de Chicago, a pratiqué toutes sortes de styles du dixieland au cool jazz en passant par le jazz mainstream.

## Discographie partielle

### Comme leader
- 1956 : Cy Touff, His Octet & Quintet, Pacific Jazz Records PJ-1211
- 1959 : Cy Touff Quintet : Touff Assignment, Argo Records LP 641